# Gelis pallipes
Gelis pallipes är en stekelart som först beskrevs av Forster 1851.  Gelis pallipes ingår i släktet Gelis och familjen brokparasitsteklar. Inga underarter finns listade i Catalogue of Life.